# Bremen Leban
Bremen JR. Leban (ur. 2002) – zapaśnik z Wysp Marshalla walczący w obu stylach. Triumfator igrzysk mikronezyjskich w 2024. Złoty i brązowy medalista mistrzostw Oceanii w 2025 roku.